# Black Million
《Black Million》（日語：ブラックミリオン）是2013年4月6日開始在東京電視台播放的綜藝節目。

## 概要
在複合娛樂設施「ROUND ONE」，挑戰者能挑戰5個遊戲，能獲得獎金100萬日圓的綜藝節目。

## 出演者
- 黑色美乃滋（MC）
  - 小杉龍一
  - 吉田敬
- NMB48（助手）
  - 小笠原茉由
  - 小谷里步[2]
  - 山本彩
- 赤平大（旁白）

## 工作人員
- 構成：遠藤敬、辻健一、大井洋一、松木健一
- 主任：原愼吾、中野伸郎、山中豪、畑中真治
- 演出：川田忠仁
- 製作人：小高亮、高畑正和、宗田昭彦、今滝陽介
- 攝影：五十嵐陽
- 音声：田原裕太
- 編集：尾崎博樹
- MA：吉田達矢
- 音効：遠藤治朗
- 美術製作人：吉田敬
- 設計：今長和宏
- 美術協力：FUJI ART
- 服裝設計：shin（garconshinois）
- 技術協力：スウィッシュジャパン、AZABU PLAZA
- 協力：ラウンドワン
- 製作：BACK-UP MEDIA
- 製作協力：吉本興業、電通

## 結尾曲
- 《Liar》CHIHIRO

## 備註
1. ↑  節目中出演的NMB48在ROUND ONE的CM中出演。
2. ↑  AKB48兼任。

## 外部連結
- Black Million:東京電視台（页面存档备份，存于）